# 가원중학교
가원중학교(可園中學校)는 대한민국 서울특별시 송파구 가락동에 있는 공립 중학교이다.

## 학교 연혁
- 1988년 12월 24일 : 가원중학교(36학급) 설립 인가
- 1989년 3월 1일 : 초대 이화숙 교장 취임
- 1989년 3월 3일 : 제1회 입학식 (14학급)
- 1989년 4월 20일 : 개교식
- 1992년 2월 13일 : 제1회 졸업식
- 2003년 3월 24일 : 정보화동 준공
- 2004년 12월 6일 : 문화관(체육관)동 준공
- 2019년 3월 1일 : 제12대 전찬규 교장 취임
- 2022년 2월 8일 : 제31회 졸업식(138명)
- 2022년 3월 2일 : 제34회 입학식(146명)

## 갤러리

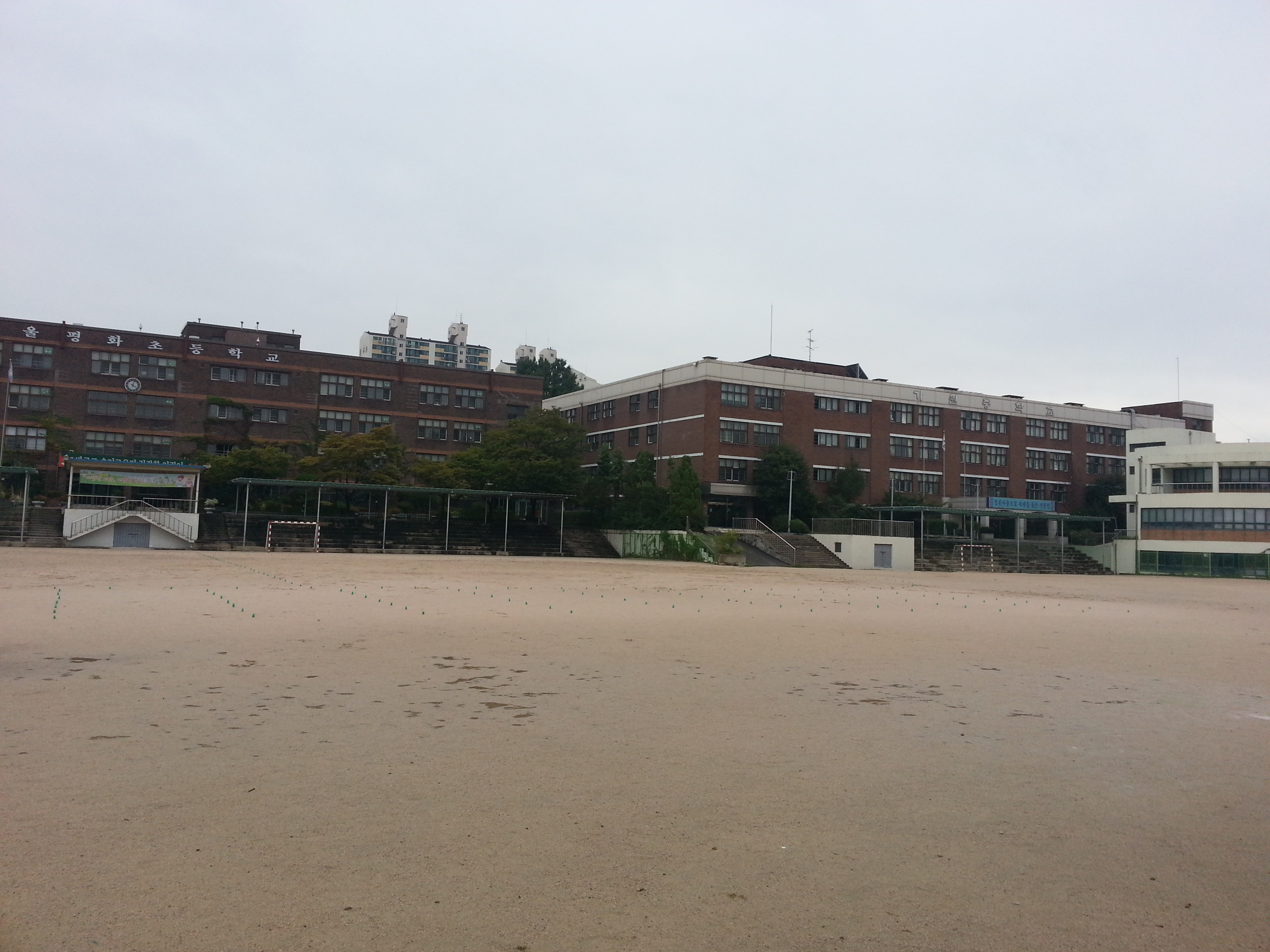
가원중학교와 서울평화초등학교
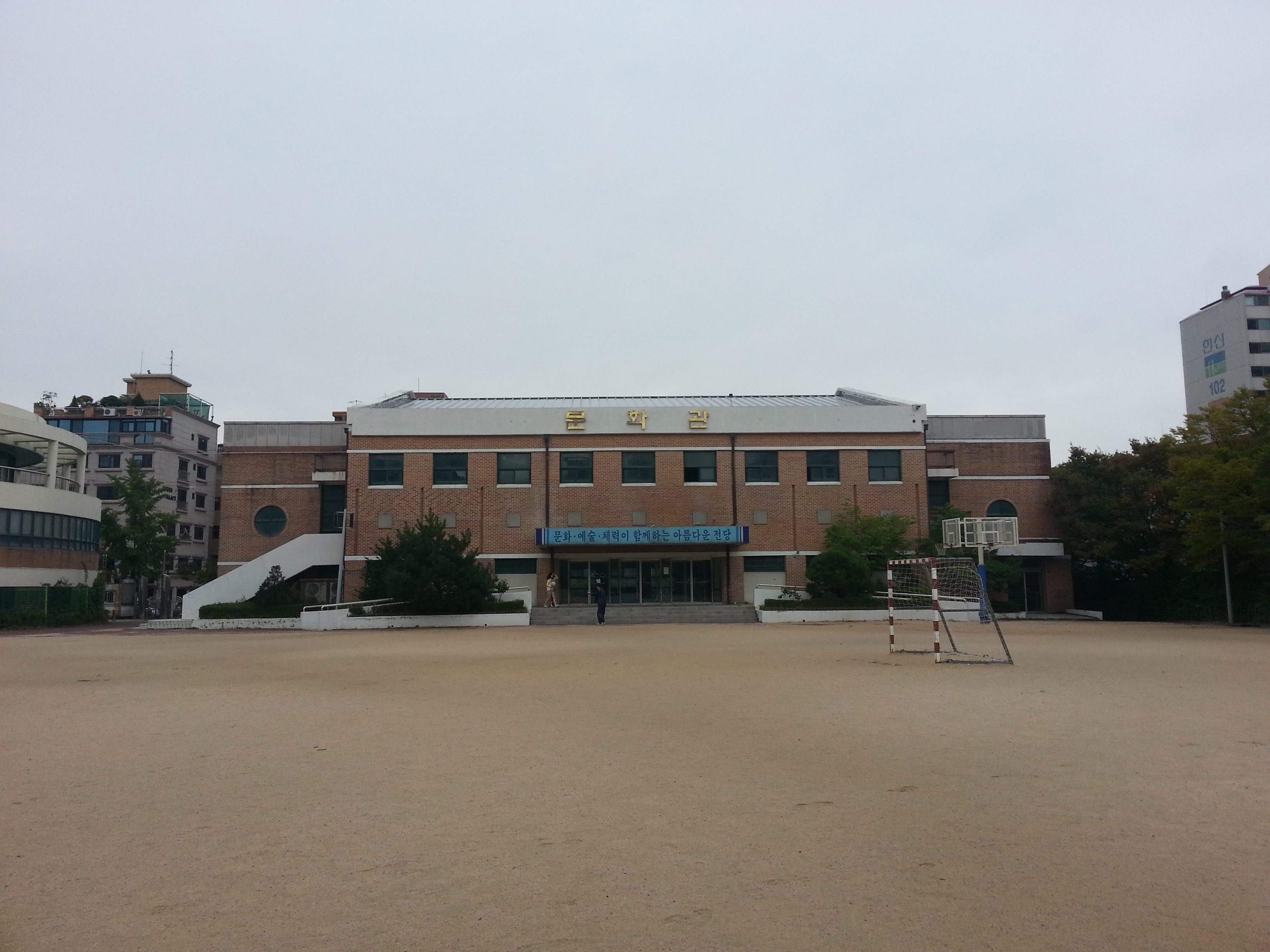
체육관
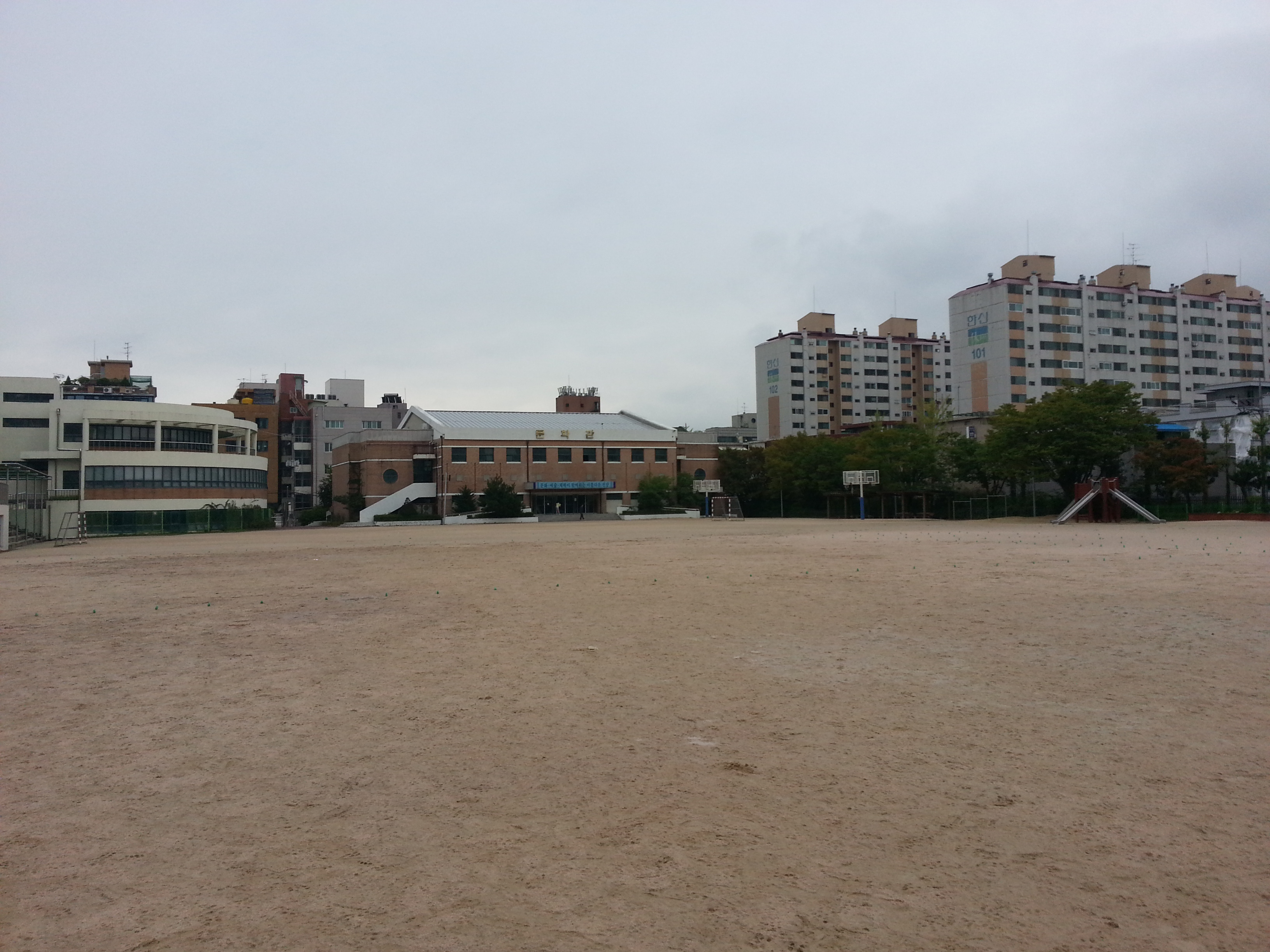
운동장

## 참고 자료
- 가원중학교 - 한국교육학술정보원 학교알리미